# Jordi Cinca Mateos
Jordi Cinca Mateos (Andorra la Vella, 26 de juliol de 1965) és un polític i empresari andorrà. Està casat i té tres fills.
Va ser portaveu de Govern des de l'any 1990 al 1993, i conseller general entre 1993 i 1996. El 2011, va ser nomenat ministre de Finances i Funció Pública. Fa 2015 és Ministeri de Finances. Va rebre diversos trets amb una arma de foc a la façana del seu domicili, el diumenge, 20 de maig del 2012. El 5 d'abril de 2016 va ser implicat en un escàndol financer internacional anomenat Papers de Panamà per haver mantingut una societat opaca Offshore a Panamà.mentre era el Director General de l'empresa Orfund dedicada al refinat d'or i relacionada amb la família Thyssen